# Quebrada Soncor
La quebrada Soncor o río Sancor es un curso natural de agua que nace al lado oriental de la cuenca del Salar de Atacama, fluye hacia el poniente hasta sumirse en ella.

## Trayecto
La quebrada Soncor es una de los afluentes que fluyen al salar de Atacama desde el oriente.: 174–176 

## Caudal y régimen
Un informe de la DGA le asigna un caudal de 6 l/s (seis litros por segundo).: 73 

## Historia
Luis Risopatrón lo describe en su Diccionario Jeográfico de Chile (1924):: 124 
Soncor (Quebrada de). Ofrece vegas de pastos naturales en su parte superior i agua permanente, corre hácia el W, honda, entre paredes medanosas, riega algunas hectáreas de alfalfares i chacras i pierde su agua antes de llegar al salar de Atacama.